# Боровский, Вальдемар
Вальдемар Боровский (лит. Valdemar Borovskij; род. 2 мая 1984, Вильнюс) — литовский футболист, защитник. Выступал за национальную сборную Литвы.

## Клубная карьера
Занимался футболом с 8 лет. В 2005—2007 годах выступал на любительском уровне за клуб «Гележинис Вилкас» из Вильнюса, игравший в третьем дивизионе Литвы.
Профессиональную карьеру начал в 2008 году в «Ветре», за которую проведя два с половиной сезона сыграл 64 матча и забил 1 гол. Вторую половину 2010 года провёл в «Шяуляй», в новом клубе Боровский провёл 12 матчей. Два сезона (2011 и 2012) провёл в «Судуве».
В 2013 году перешёл в латышскую «Даугаву» из Риги. Затем в карьере Боровского был болгарский футбольный клуб «Берое», а с 2016 года он возвращается на Родину, где стал выступать за середняка Лиги «Лиетаву».

## Карьера за сборную
Дебют за сборную Литвы состоялся 25 марта 2011 года в товарищеском матче против сборной Польши (2-0). Боровский провёл в сборной 21 матч.

## Достижения
- Серебряный призёр чемпионата Литвы: 2009
- Бронзовый призёр чемпионата Литвы (3): 2008, 2011, 2012
- Бронзовый призёр чемпионата Болгарии: 2015